# Hajlakk (film, 2007)
A Hajlakk (eredeti cím: Hairspray) 2007-es amerikai filmmusical, vígjáték.

## Rövid történet
Tracy és barátnője, Penny egyetlen televíziós adást sem hagynak ki a Corny Collins Show-ból, elkötelezett rajongók. Minden alkalommal kedvenc zenéjükre ropják a táncot. A molett Tracy olyan jól táncol, hogy egyik alkalommal képernyőre kerül. Igen ám, de egy ellenséget is szerez magának: Ambert, az eddigi nagy sztárt, akinek már az anyja is szépségkirálynő volt, gyermekkora óta sikerre nevelték. Épp ezért nem kedveli Tracy-t, úgy látja, át akarja venni a helyét. Csakhogy a nem túl jól körülmények között nevelkedő Tracy sem az az ijedős fajta, kiáll magáért. Ebből lesznek a bonyodalmak…

## Szereplők
| Színész            | Karakter            | Magyar hangja      |
| ------------------ | ------------------- | ------------------ |
| John Travolta      | Edna Turnblad       | Csankó Zoltán      |
| Michelle Pfeiffer  | Velma Von Tussle    | Kovács Nóra        |
| Christopher Walken | Wilbur Turnblad     | Barbinek Péter     |
| Amanda Bynes       | Penny Pingleton     | n.a                |
| James Marsden      | Corny Collins       | Moser Károly       |
| Queen Latifah      | Motormouth Maybelle | Bognár Gyöngyvér   |
| Brittany Snow      | Amber Von Tussle    | Dögei Éva          |
| Zac Efron          | Link Larkin         | Molnár Levente     |
| Elijah Kelley      | Seeweed J. Stubbs   | Hamvas Dániel      |
| Allison Janney     | Prudy Pingleton     | n.a                |
| Nikki Blonsky      | Tracy Turnblad      | Bogdányi Titanilla |
| Taylor Parks       | Inez                | n.a                |
| Jayne Eastwood     | Miss Wimsey         | n.a                |
| Paul Dooley        | Mr. Spritzer        | Cs. Németh Lajos   |
| Jerry Stiller      | Mr. Pinky           | Botár Endre        |
| Jesse Weafer       | IQ                  | n.a                |
| Nadine Ellis       | Dynamites           | n.a                |
| Brooke Engen       | Doreen              | n.a                |

további magyar hangok: Hirling Judit, Kapácsy Miklós és Lamboni Anna

## Díjak és jelölések
- 2008 – Golden Globe-jelölés – a legjobb vígjáték vagy musical
- 2008 – Golden Globe-jelölés – a legjobb vígjáték- vagy musicalszínésznő (Nikki Blonsky)
- 2008 – Golden Globe-jelölés – a legjobb férfi epizódszereplő (John Travolta)